# Cassione
Cassione (in croato Košljun) è un'isoletta molto boscosa nella municipalità di Ponte, nella parte sud-occidentale dell'isola di Veglia. Gli abitanti dell'isoletta sono i monaci di un convento francescano. Oltre al monastero ci sono due chiesette: la chiesa dell'Annunziazione di Maria e la cappella di San Bernardino.

## Geografia

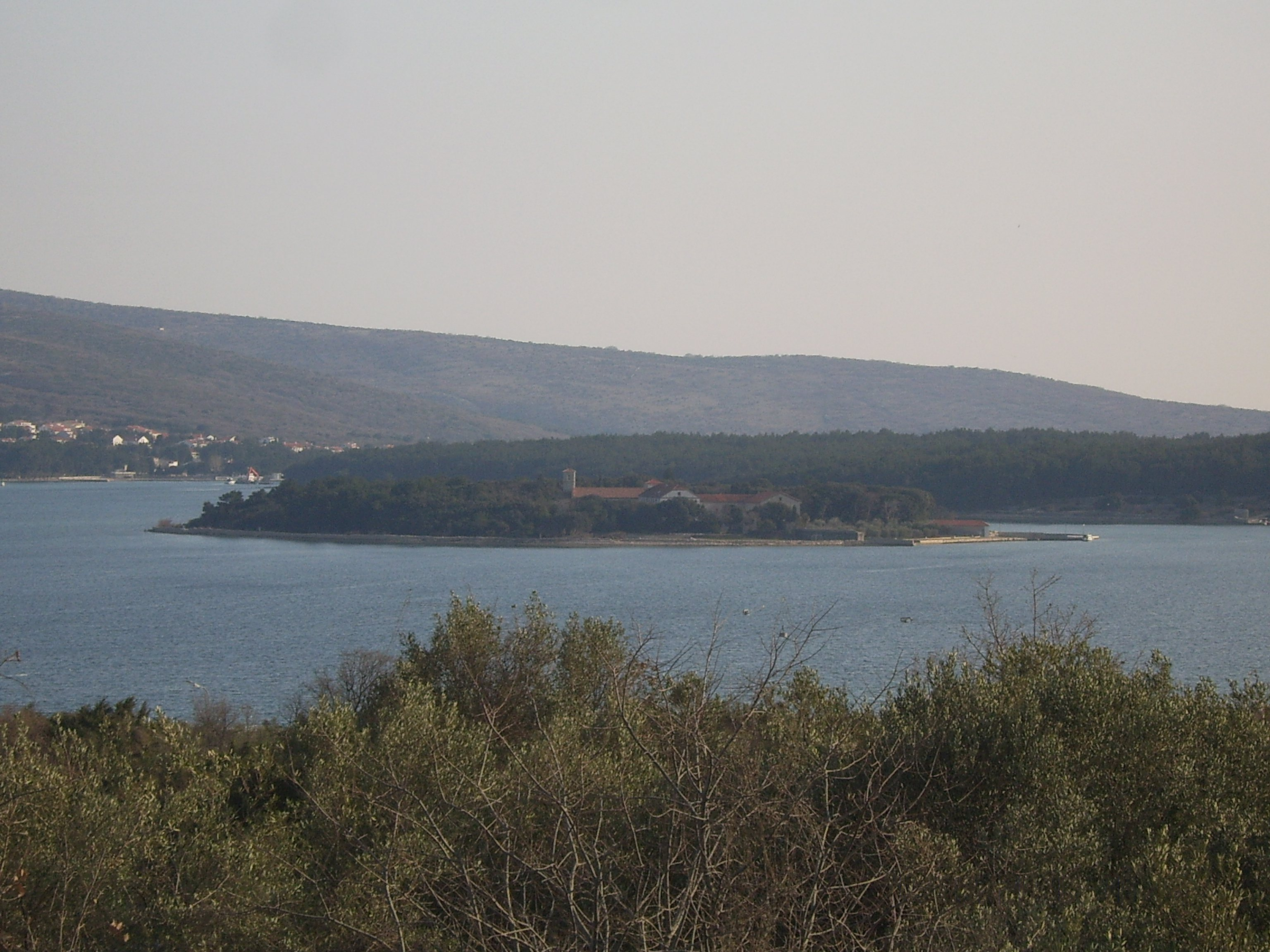
Cassione e la baia di Puntarska draga

Cassione è un isolotto di forma ovale situato all'interno della piccola baia di Valle Cassione (Puntarska draga).
Misura, senza includere la zona semisommersa nella parte sudorientale, 330 m di lunghezza e 270 m di larghezza massima. Ha una superficie di 0,072 km² e uno sviluppo costiero pari a 1,08 km; nel punto più elevato raggiunge i 6 m s.l.m.
L'intero isolotto è una riserva forestale speciale.

## Storia
Il primo insediamento umano di cui si hanno notizie a Cassione sono delle fortificazioni romane. Dopo che tale insediamento venne abbandonato le ulteriori testimonianze di abitanti a Cassione risalgono al 1186 con la presenza nell'isolotto di un'abbazia benedettina edificata sui resti di una villa rustica romana. I monaci benedettini rimasero nell'isola fino al XV secolo, quando con la morte dell'abate Domenico, un prete veneziano che ebbe il titolo di abate di Cassione (Košljun), l'abbazia venne abbandonata.

## Il convento francescano
Con l'arrivo dei francescani a Veglia sin dal XIII secolo, la cui presenza venne favorita dei Frangipani (in croato Frankopan), signori dell'isola, il monastero venne dato nel 1447 con una bolla di papa Niccolò V ai francescani. I lavori di recupero e ristrutturazione della vecchia abbazia benedettina ebbero inizio con il sostegno economico e le donazioni dei Frangipani.
Sulla porta del convento c'è ancora oggi la scritta "Ora et Labora" motto dei benedettini. All'interno del convento c'è il tipico atrio circondato da un porticato costruito in stile romanico, dove nei mesi estivi si svolgono concerti serali e al centro del chiostro una cisterna che in passato veniva usata per raccogliere l'acqua piovana mentre dal 2000 nell'isolotto di Cassione l'acqua che viene usata è quella che proviene dell'acquedotto dell'isola di Veglia.

## Biblioteca e museo
Il convento francescano di Santa Maria ospita anche una biblioteca e un museo etnografico. La biblioteca ha una raccolta di oltre 30000 volumi tra cui una ristampa dell'Atlante di Tolomeo, una delle tre copie conservate al mondo, data alle stampe a Venezia nel 1511.
Nel museo etnografico si trovano numerosi reperti che raccontano la storia dell'isola di Veglia e dei suoi abitanti, tra cui un'antica imbarcazione, una collezione numismatica, una collezione di ceramiche e porcellane, lampade ad olio, strumenti musicali tipici della regione numerosi oggetti appartenenti ai pescatori ed ai contadini isolani di un tempo, costumi tipici della tradizione dell'isola di Veglia e il primo libro croato stampato in lingua glagolitica. La bolla di donazione di Nicolo V è conservata nel museo.

## La chiesa dell'Annunziazione di Maria e la cappella di San Bernardino
La chiesa dell'Annunziazione di Maria, costruita con le donazioni dei Frangipani sui resti di una chiesa benedettina dell'XI secolo. Nella chiesa sono conservati un polittico del XVI secolo in cui sono immortalati i donatori e il patrono della città di Veglia, San Quirino, primo vescovo di Sisak ed il più grande quadro in Croazia Il regno di Dio un olio su tela del XVII secolo raffigurante Paradiso, purgatorio, inferno opera di Francesco Ughetti. Le pale degli altari laterali, raffigurano i santi Pietro d'Alcántara e Carlo Borromeo.
All'inizio del XVIII secolo la chiesa fu trasformata in stile barocco. Altre rappresentazioni sono un dipinto del XIX secolo che ritrae San Diego ed una Via Crucis del 1960
La cappella di San Bernardino è la sede di una mostra permanente di arte sacra. Alla chiesa eretta nel complesso della torre dei Frangipani, si accede dal chiostro del convento. Tra i numerosi oggetti esposti, un testo biblico dell'XI secolo in un rotolo di pergamena in lingua ebraica, due esemplari d'incunaboli, sui circa venti conservati nella biblioteca del convento, due pergamene della ricca biblioteca musicale del convento ed anche gli originali e le copie dei più antichi libri o manoscritti in glagolitico.
Nel bosco che circonda il convento ricoprendo interamente la superficie dell'isola si trovano la cappella della Natività, del 1651, la cappella di Santa Croce (“Jerusolim”), del 1579, la cappella di San Francesco, del 1654, tutte decorate a mano.

## Galleria d'immagini

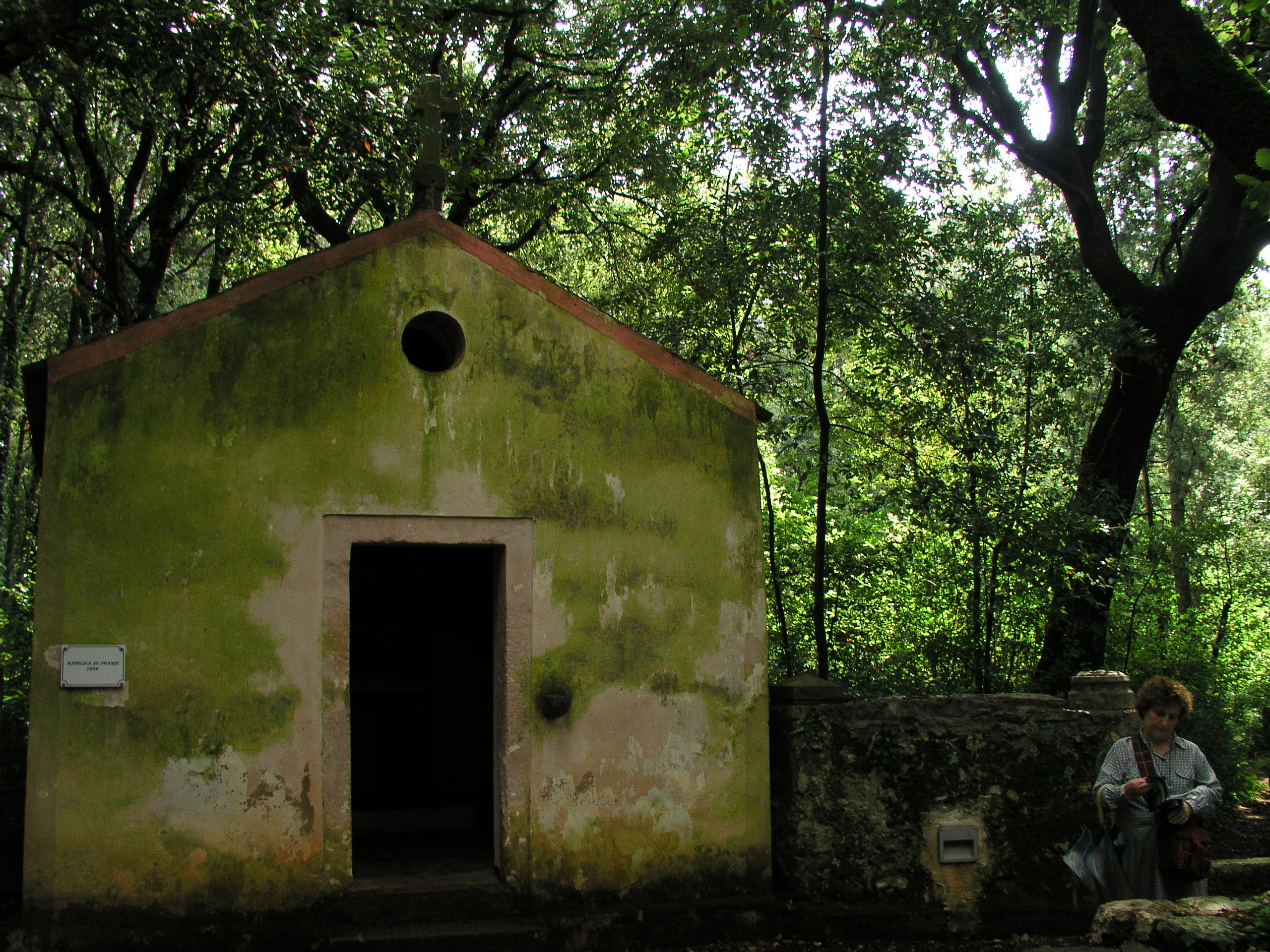
Cappella di San Francesco
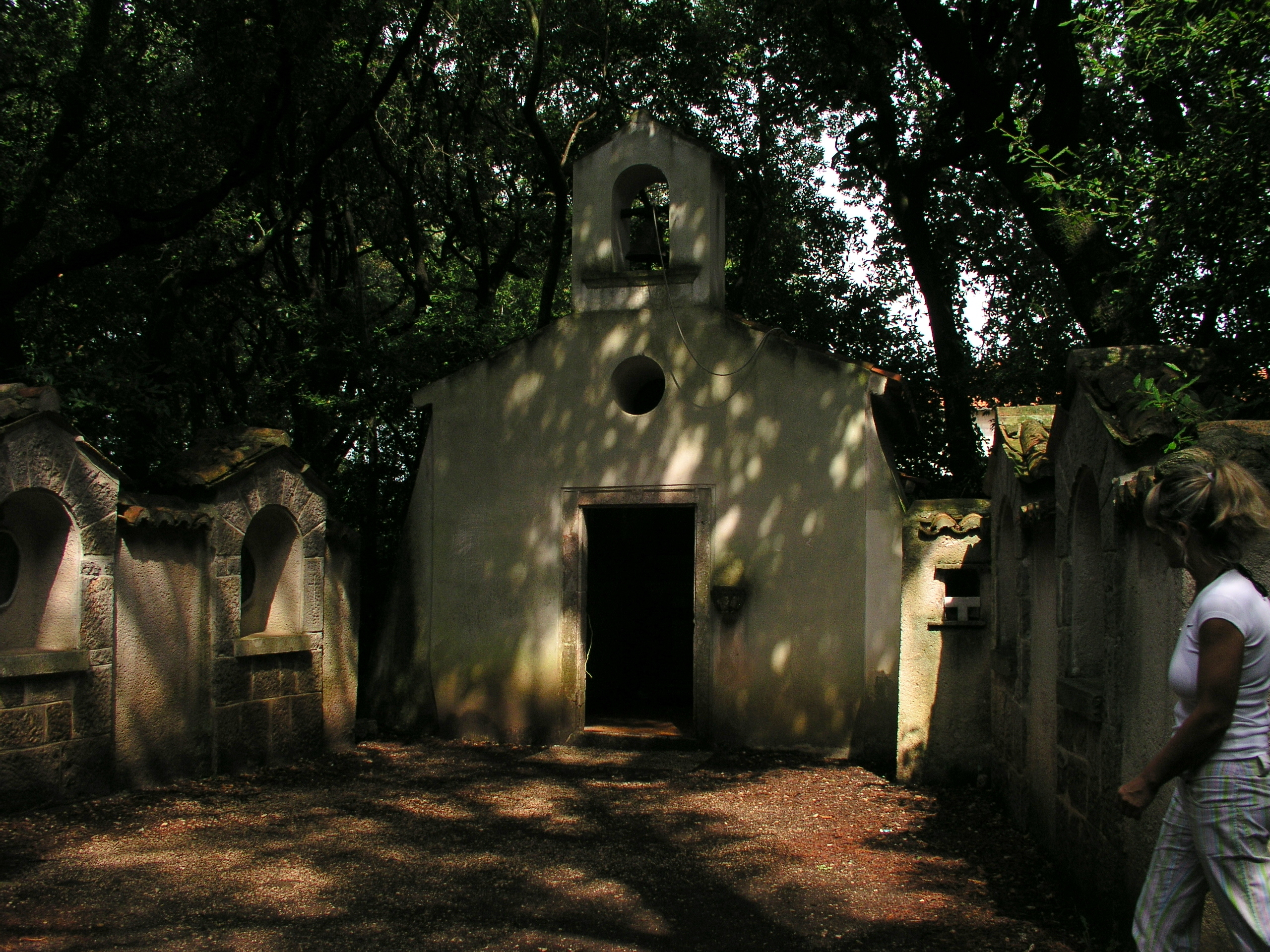
Chiesa dell'Annunziazione
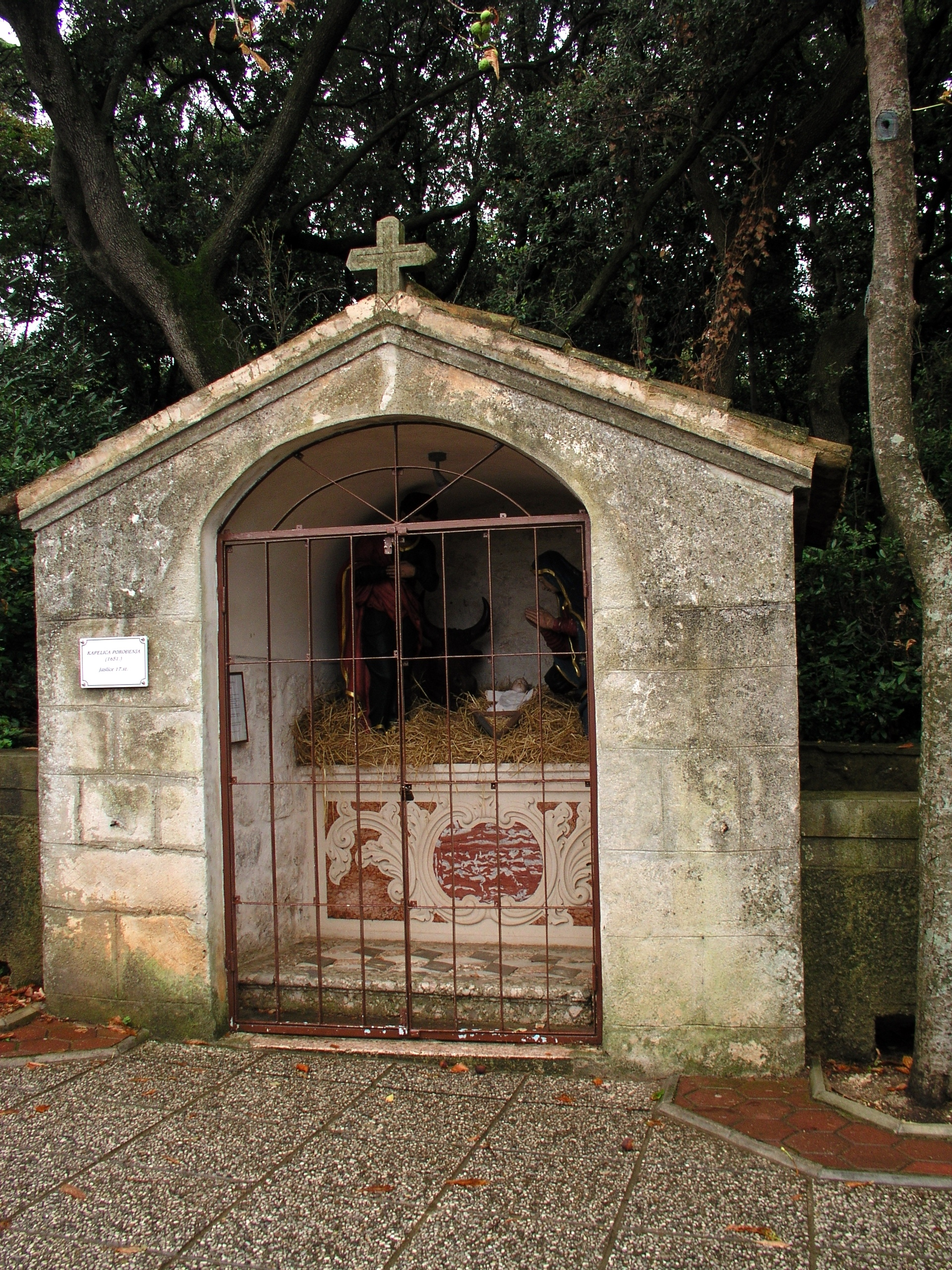
Cappella della natività
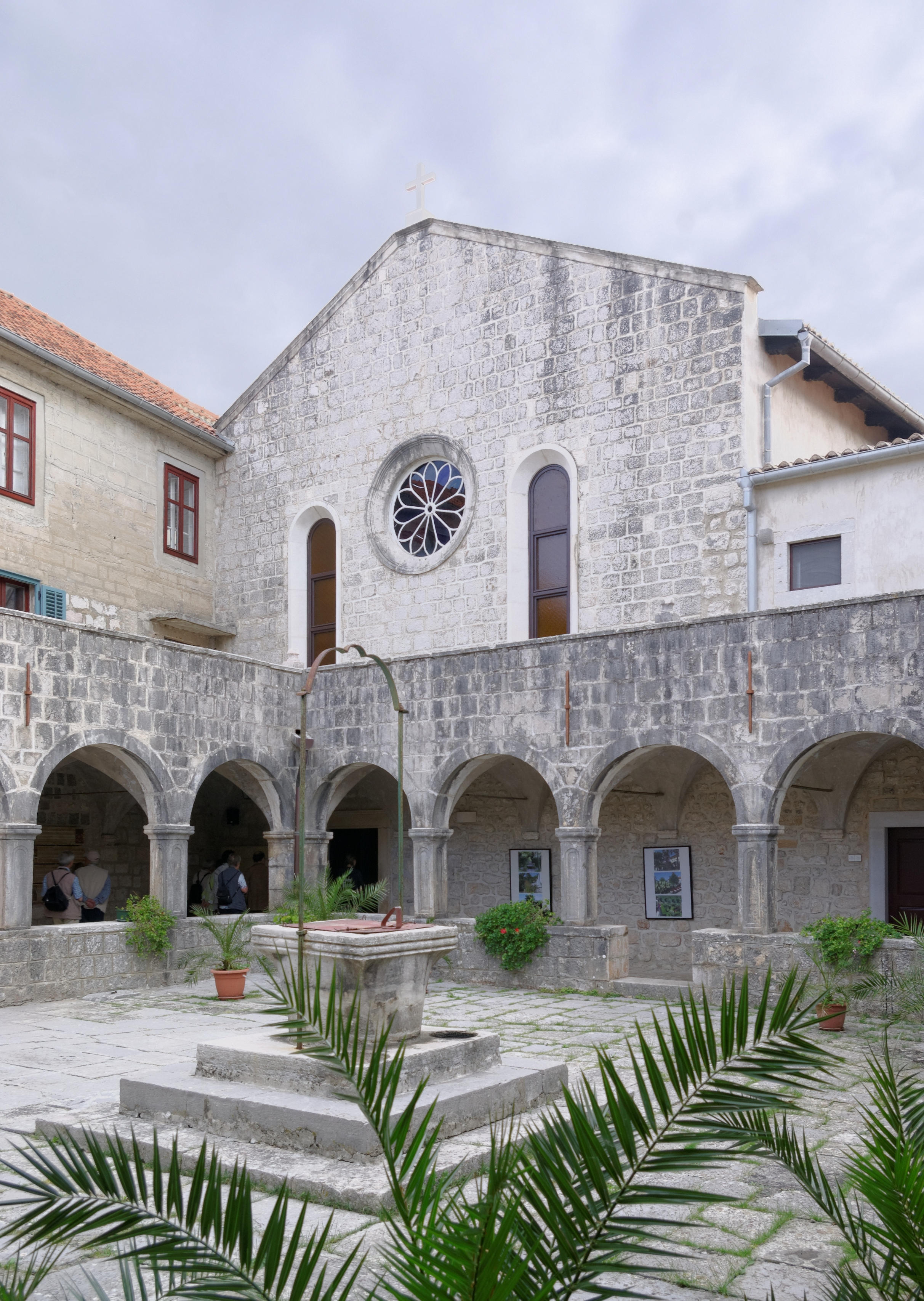
Chiostro del convento